# Minnehus
Das Minnehus ist ein Museum in Lajen (Südtirol), das dem mittelalterlichen Minnesänger Walther von der Vogelweide gewidmet ist. Das Museum basiert auf Forschungsarbeiten zur Herkunftsfrage Walthers von der Vogelweide.

## Geschichte und Entstehung

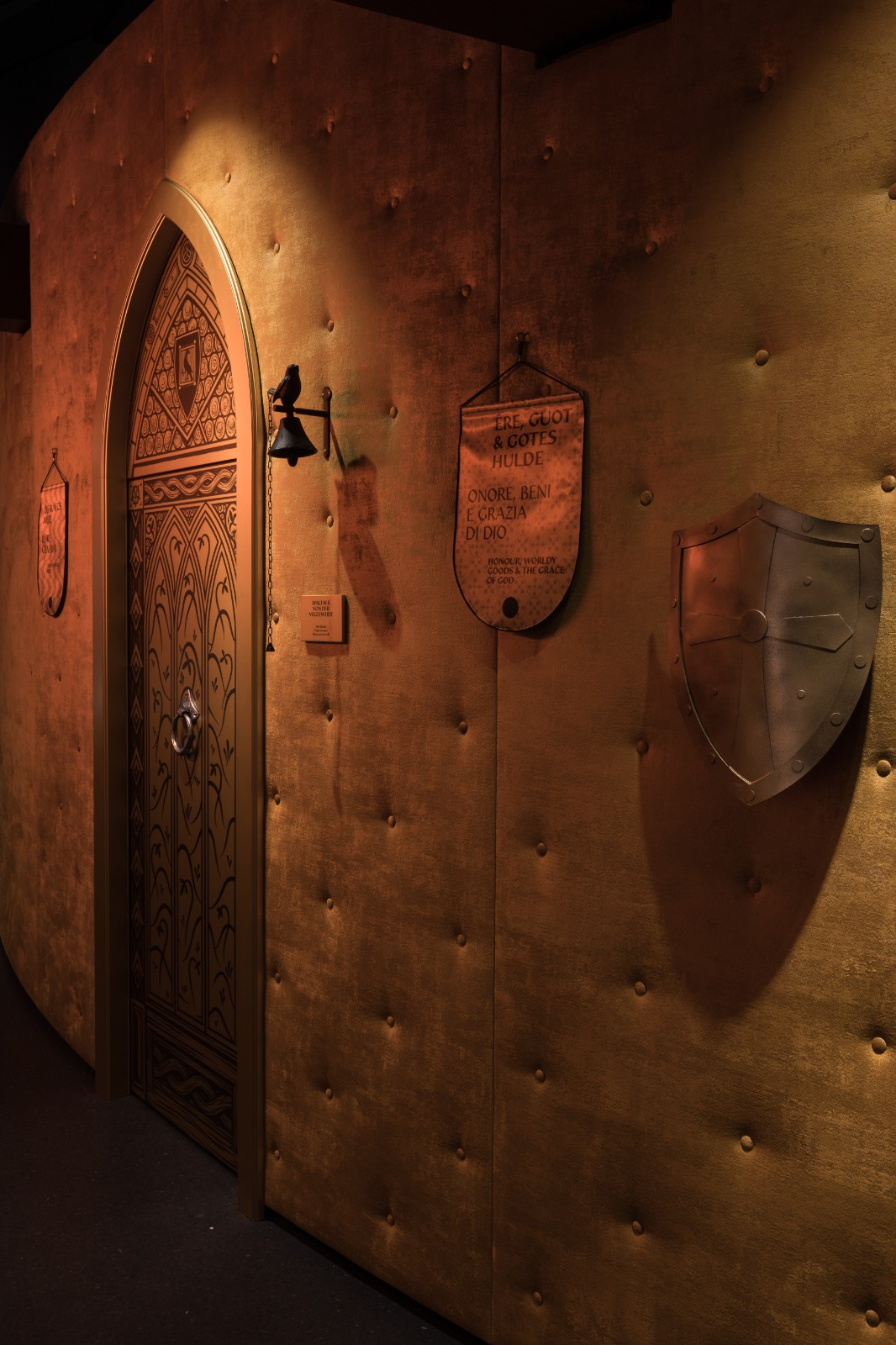
Symbolische Darstellung von Walthers Lehen: gotische Tür mit Klingel und Vogel als Verweis auf den „Vogelweider“

Die Idee für das Minnehus entstand im Jahr 2006 im Rahmen eines Vortrags des Walther-von-der-Vogelweide-Experten Georg Mühlberger. Das Projekt wurde als EU-Leader-Projekt mit einer Gesamtinvestition von etwa 700.000 Euro realisiert. Das Vorhaben erforderte die Sanierung des ehemaligen Altenheims von Lajen und wurde in enger Zusammenarbeit zwischen der Gemeinde Lajen, dem Tourismusverein und verschiedenen kulturellen Organisationen vorangetragen. Die wissenschaftliche Leitung übernahm der Germanist und Schullehrer Georg Mühlberger, während die Gestaltung der Ausstellungsräume von der Gruppe Gut aus Bozen stammte.
Das Museum wurde am 22. April 2023 eröffnet.

## Konzept und Ausstellung
Das Minnehus ist ein Erlebnismuseum, das Walther von der Vogelweide und die Zeit des Minnesangs vermittelt. Auf einer Ausstellungsfläche von 185 Quadratmetern, verteilt auf zwei Stockwerke, werden verschiedene Aspekte des mittelalterlichen Dichters und Musikers dargestellt.

## Walther-von-der-Vogelweide-Themenweg
Das Minnehus bildet den Ausgangspunkt für den Walther-von-der-Vogelweide-Themenweg. Dieser ergänzt das Minnehus als Baustein eines literarischen Tourismusprojekts in Lajen. Der ebenfalls von der Gruppe Gut gestaltete Themenweg führt über acht Stationen zum Vogelweider Hof. An den Stationen werden verschiedene Aspekte aus Walthers Leben und Werk sowie die mittelalterliche Lebenswelt thematisiert, darunter: Höfische Liebe, Politische Dichtung, Kreuzzugslyrik, Walthers Einfluss auf die deutsche Literatur.

### Vogelweider Hof

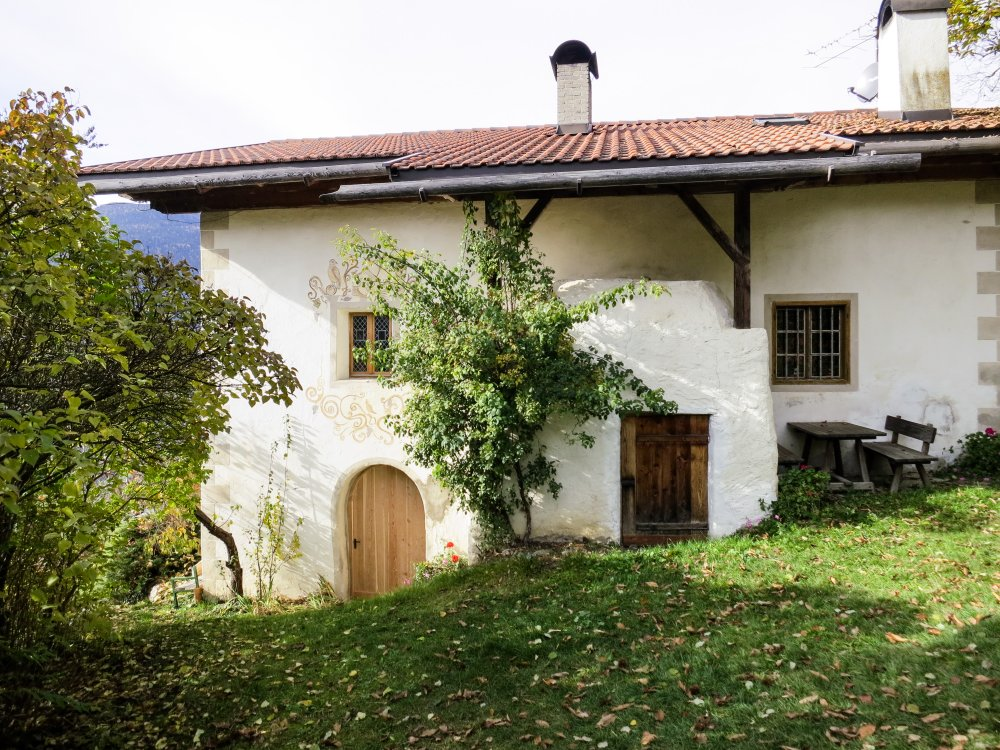
Historischer Vogelweider Hof, Zielpunkt des Themenwegs

Der historische Vogelweider Hof im Lajener Ried gilt als möglicher Geburtsort Walthers von der Vogelweide. Im noch heute erhaltenen Bauwerk werden die Forschungsergebnisse zur Herkunftsfrage präsentiert und die Argumente für Lajen als Geburtsort dargelegt.

## Tourismuskonzept
Das Minnehus trägt zur Bewahrung und Vermittlung des kulturellen Erbes Südtirols bei. Es ergänzt die bestehenden Walther-von-der-Vogelweide-Gedenkstätten in Südtirol, insbesondere den Waltherplatz mit dem Walther-Denkmal in Bozen. Das Minnehus unterscheidet sich von anderen Walther-Gedenkstätten durch seine wissenschaftliche Herangehensweise.

## Wissenschaftlicher Hintergrund
Obwohl die genaue Herkunft Walthers von der Vogelweide nicht eindeutig belegt ist, gilt Lajen aufgrund verschiedener Indizien als ein möglicher Geburtsort. Die Indizien hierfür werden im Museum aufgearbeitet und präsentiert. Dabei wird die Herkunftsfrage als Teil der wissenschaftlichen Debatte verstanden. Die Gemeinde Lajen hatte bereits in der Vergangenheit Bezüge zu Walther von der Vogelweide sichtbar gemacht.